# Aeroportul Chetumal
Aeroportul Chetumal (IATA: CTM, ICAO: MMCM) este un aeroport din Chetumal⁠(d), Othón P. Blanco Municipality⁠(d), Quintana Roo, Mexic ce deservește zona Chetumal⁠(d). Aeroportul a fost tranzitat în 2023 de 335.088 de pasageri.
Situat la o altitudine de 11 m, aeroportul dispune de o singură pistă. Este operat de Aeropuertos y Servicios Auxiliares⁠(d).